# 李堡 (新澤西州)
李堡（英語：Fort Lee）是美国新澤西州卑爾根縣东部哈德逊河沿岸的一个市镇。根據2010年美國人口普查，當地人口为35,345。當地有一個朝鮮民族聚居區。李堡的名字來自於美国独立战争時期的一個军事营地。 